# Norbert Fuhr
Norbert Fuhr (* 1956 in Katzenelnbogen) ist ein deutscher Informatiker und seit 2002 Universitätsprofessor für Praktische Informatik in der Fakultät Ingenieurwissenschaften der Universität Duisburg-Essen. Er leitet dort das Fachgebiet Informationssysteme, wobei sein Arbeitsschwerpunkt im Bereich Information Retrieval liegt.

## Leben
Fuhr studierte 1975–1980 Datentechnik (Technische Informatik) im Fachbereich Elektrotechnik der TU Darmstadt, das er mit dem Grad Dipl.-Ing. abschloss. 1986
promovierte er bei Gerhard Lustig im Fachbereich Informatik derselben Universität zum Dr.-Ing. mit der Arbeit „Probabilistisches Indexing und Retrieval“.
Er arbeitete von 1980 bis 1987 als wissenschaftlicher Mitarbeiter und 1987–1991 als Universitätsassistent im Fachbereich Informatik der TU Darmstadt. 1991 wurde er zum Professor im Fachbereich Informatik der TU Dortmund ernannt. Seit 2002 ist er Professor am Standort Duisburg der Universität Duisburg-Essen.

## Ehrungen
Fuhrs Dissertation wurde 1987 mit dem   „Erich Pietsch Preis“ der Deutschen Gesellschaft für Dokumentation ausgezeichnet. 2012 erhielt er den Gerard Salton Award der ACM-SIGIR.